# Průplav Rýn–Mohan–Dunaj

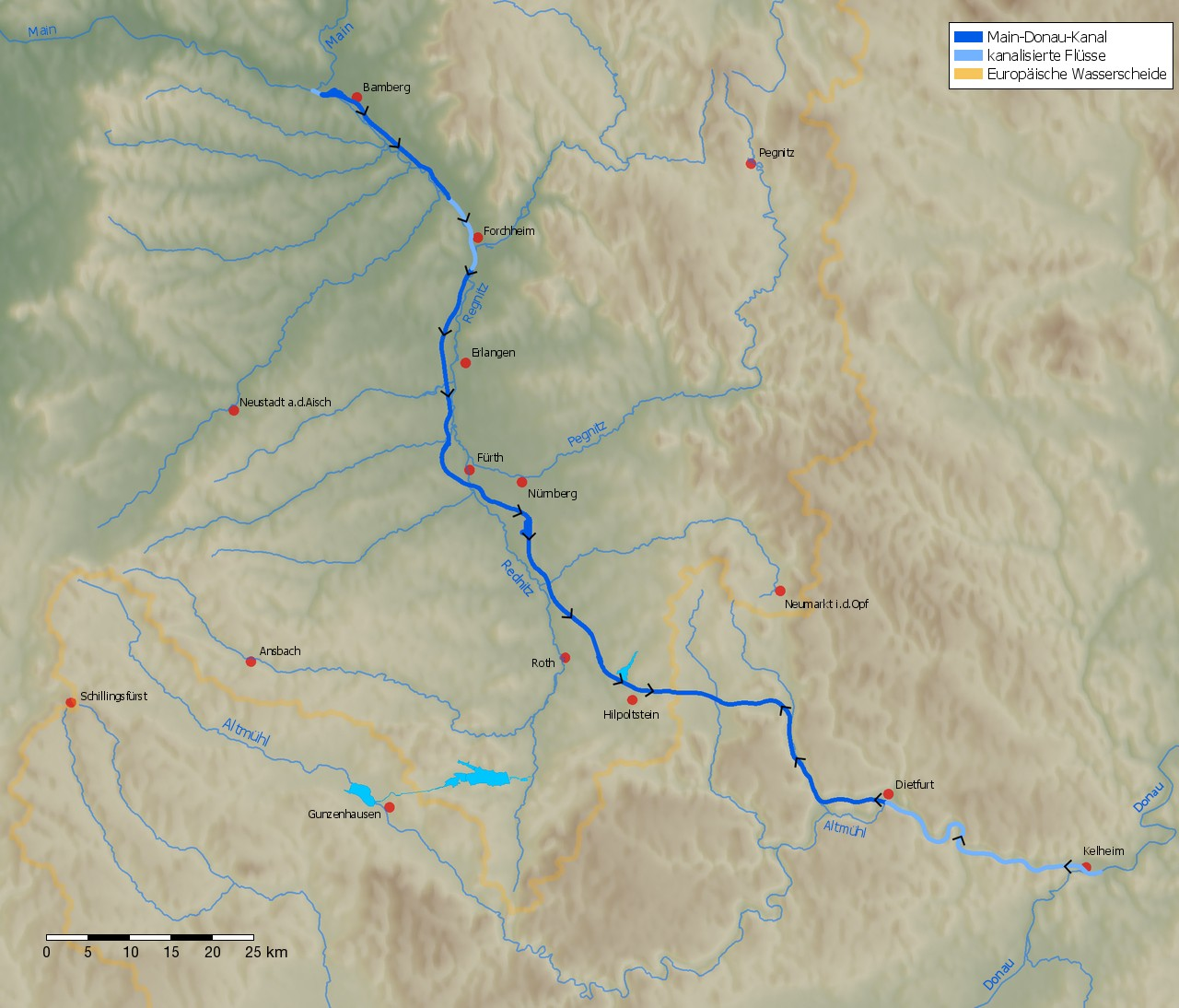
Mapa kanálu Rýn–Mohan–Dunaj

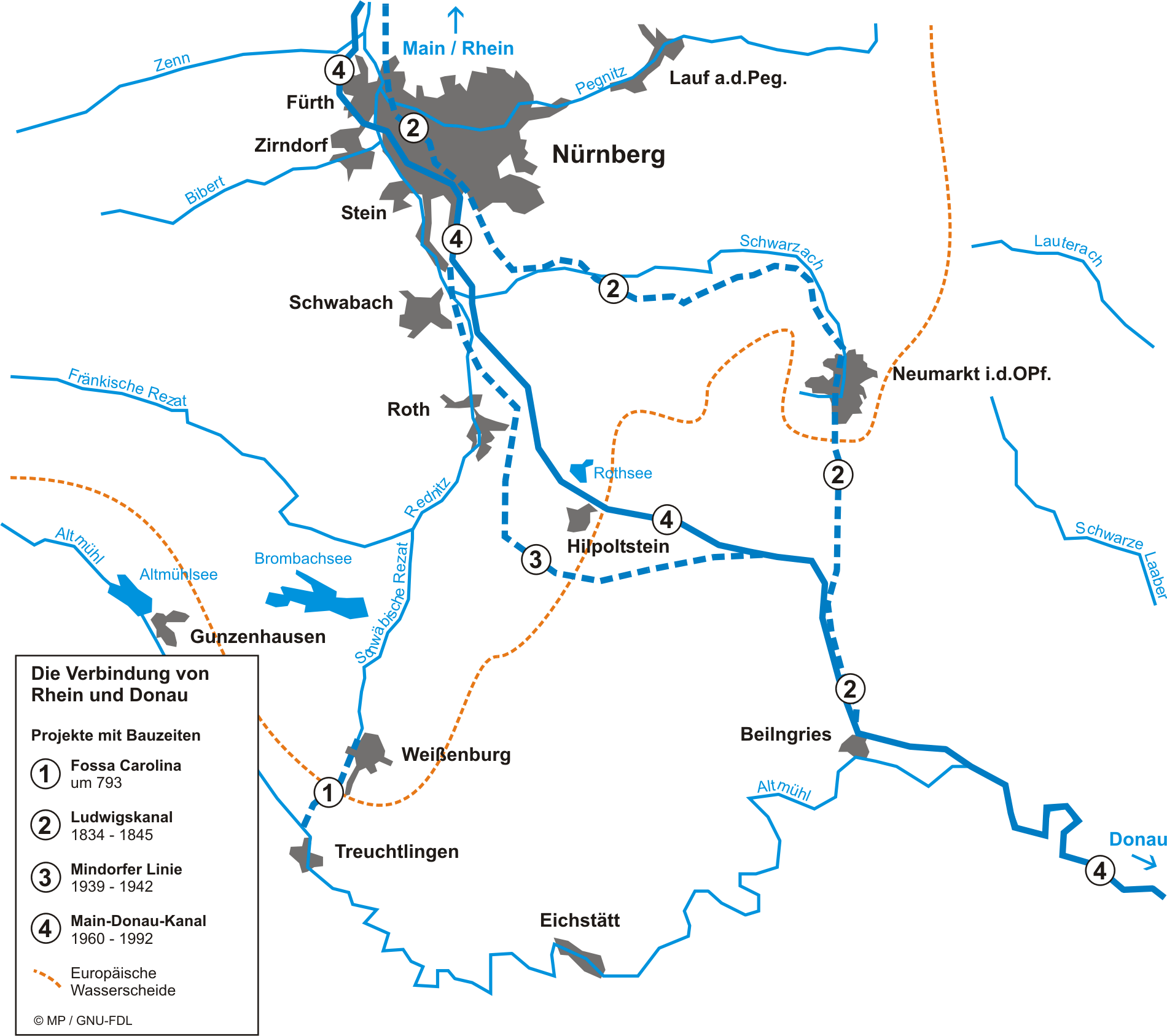
Projekty na spojení Rýna, Mohanu a Dunaje

Převýšení trasy kanálu

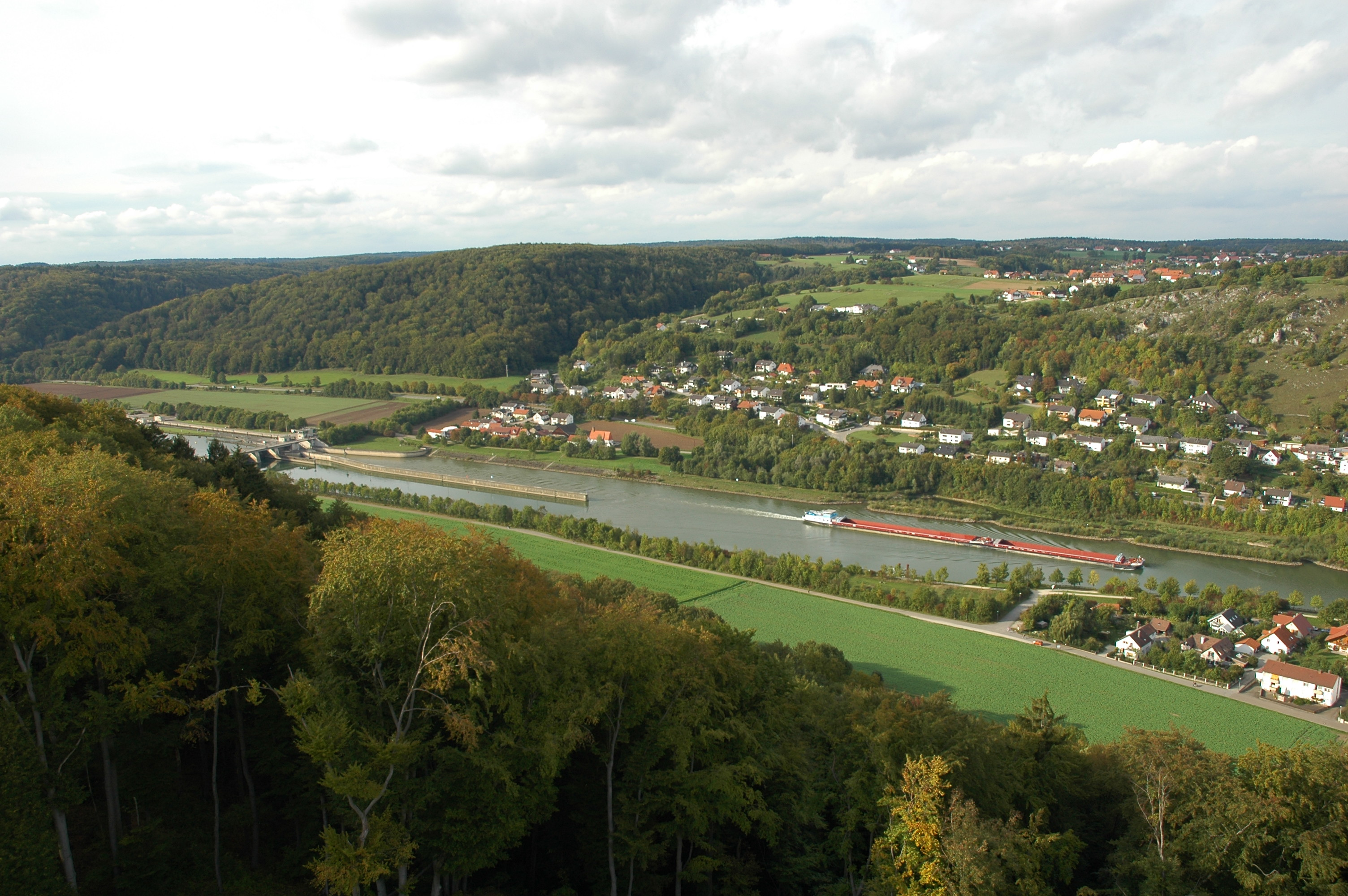
Tlačná sestava odpovídající třídě Vb na průplavu Rýn–Mohan–Dunaj u Kelhaimu.

Průplav Rýn–Mohan–Dunaj (známý i jako kanál Mohan–Dunaj, nebo  kanál Rýn-Dunaj německy Rhein-Main-Donau-Kanal nebo také RMD-Kanal, Europakanal či Neuer Kanal) spojuje řeky Mohan a Dunaj od Bamberku přes Norimberk až do Kelheimu. Tato splavná vodní cesta spojuje Severní moře s Černým mořem.
Stavba moderního průplavu přes evropské rozvodí mezi Bamberkem a Norimberkem byla zahájena v roce 1960, tato část byla uvedena do provozu v roce 1972, poslední úsek byl splavněn v roce 1992. Průplav je dlouhý 171 km a jeho 16 zdymadel pomáhá lodím překonat výškový rozdíl 175 metrů. Jedenáct z nich od Bamberku zvedá hladinu z úrovně 230,9 metrů do nejvyššího bodu o nadmořské výšce 406 metrů. Pět zdymadel v dunajské části snižuje hladinu na úroveň 336,2 metrů.
Průplav je trapézového průřezu, šířka při vodní hladině je 55 m, hloubka čtyři metry. Kanálem mohou plout plavidla o ponoru do 2,7 metru, maximálně 11,45 metru široká a 190 metrů dlouhá. Některé úseky průplavu jsou vedeny v nadzemním, většinou mostním korytě, na způsob akvaduktu. Takovýchto úseků je 5, ocelové vodní mosty jsou na trase 3. V průběhu toku je kanál přemostěn celkem 115 mosty, dálničními, silničními, železničními nebo lávkami pro pěší.
V roce 2005 bylo průplavem přepraveno 6,24 milionů tun zboží, o rok dříve to bylo 7,59 milionů tun. V těchto letech zde plulo ročně 5280 (6467) plavidel. Celkové náklady na stavbu překročily 4,7 miliardy marek.

## Pozitiva
Zlepšení hydrologické bilance v Horním Bavorsku – na žádost německého ministerstva pro rozvoj území a životního prostředí byla původně projektovaná neutrální vodohospodářská bilance změněna tak, že pomocí přečerpávání vody průplavem je v suchých obdobích navyšován průtok v tocích na rýnské straně rozvodí, čímž je v severní části Bavorska zajištěno zavlažování a zdroje pitné vody v suchých obdobích. Zajímavostí je, že voda čerpaná průplavem do vrcholové zdrže je při přepouštění sestupnou částí průplavu využita ve vodních elektrárnách u plavebních stupňů k výrobě elektrické energie. Protože severní část Bavorska leží v nižší nadmořské výšce než Dunaj při vyústění průplavu, je vyrobené energie více než kolik se jí spotřebuje na čerpání.
Zlepšení hydrologické bilance pomocí přečerpávání vody průplavem tak produkuje ekologicky "čistou" elektrickou energii "pouze" za cenu migrace nepůvodních druhů do jiného povodí.

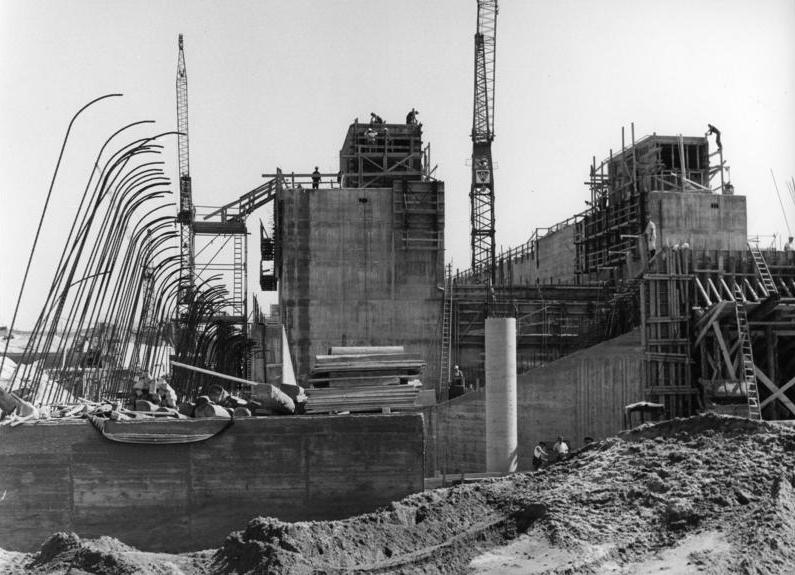
Fotografie z výstavby plavební komory na průplavu RMD z 22. května 1967
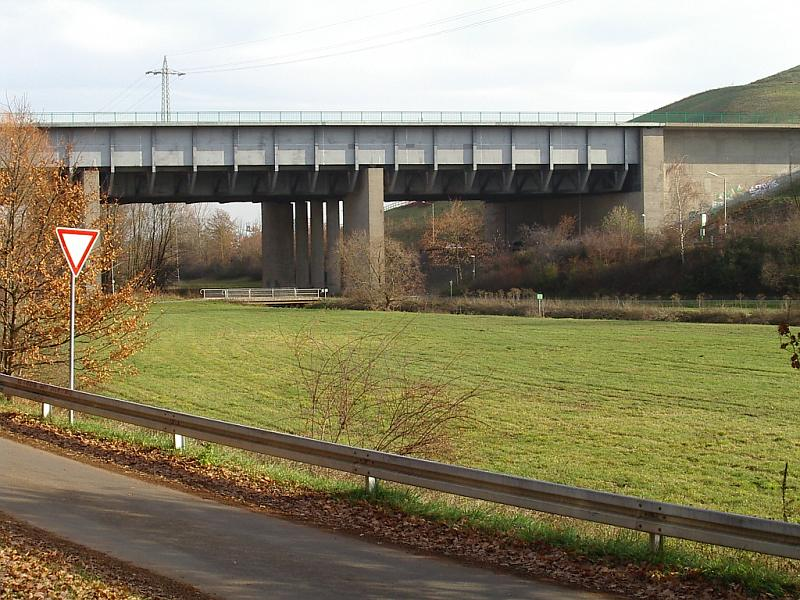
Most přes potok Zenntal u obce Flexdorf / Atzenhof
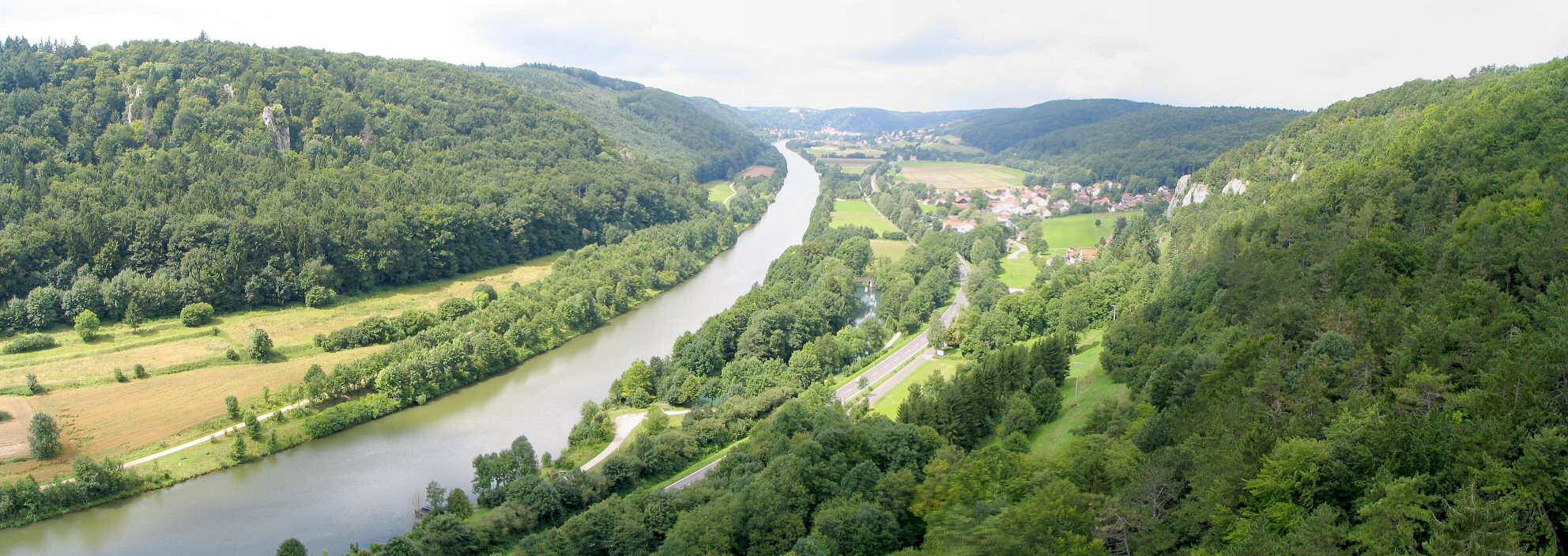
Průplav RMD prochází přírodní rezervací, údolím řeky Altmühl
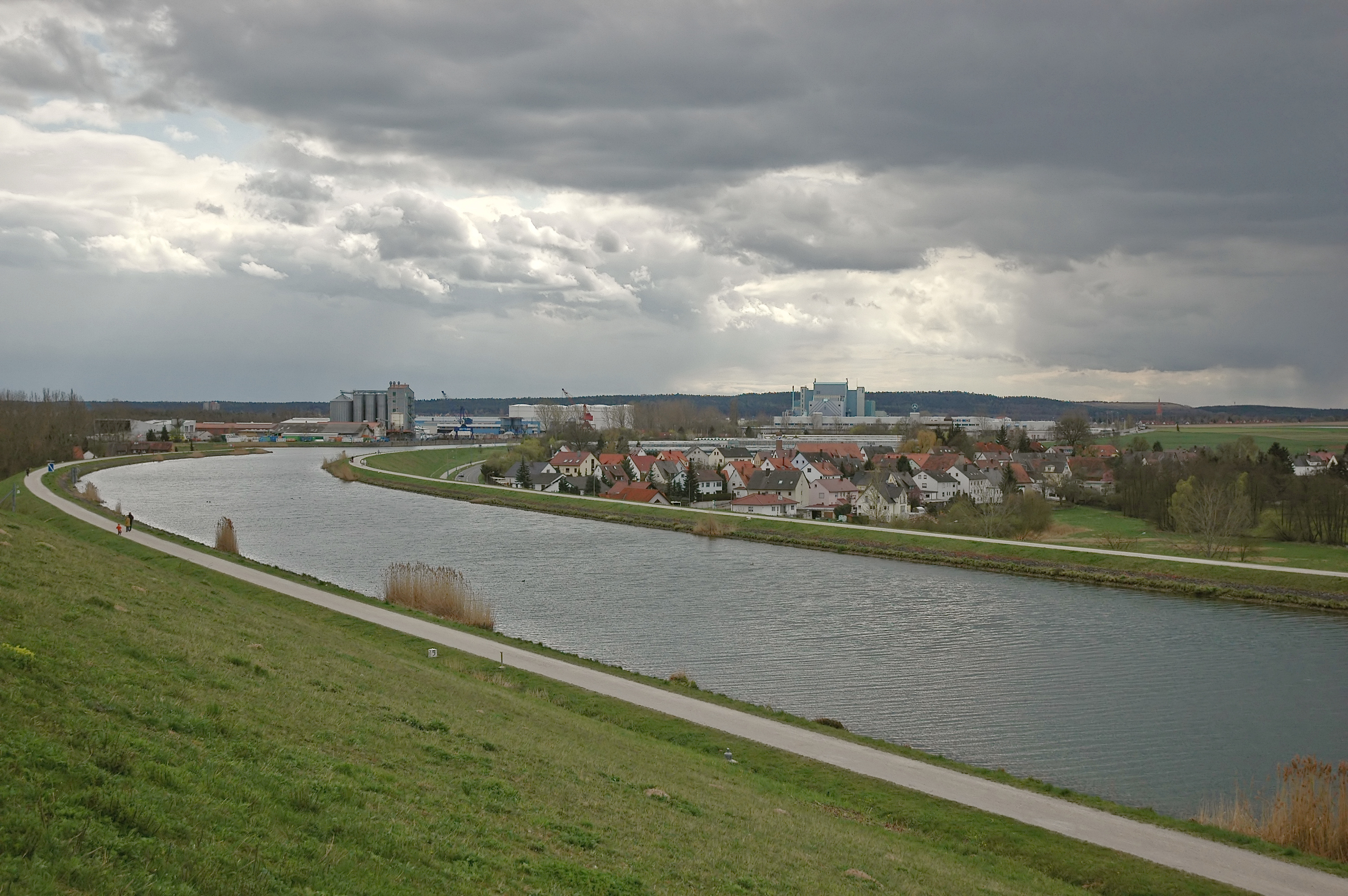
Úsek průplavu RMD u obce Fürth je veden nad úrovní okolního terénu
Říční kajutová loď AMADANTE se sklopeným kapitánským můstkem na průplavu Rýn–Mohan–Dunaj u Norimberku
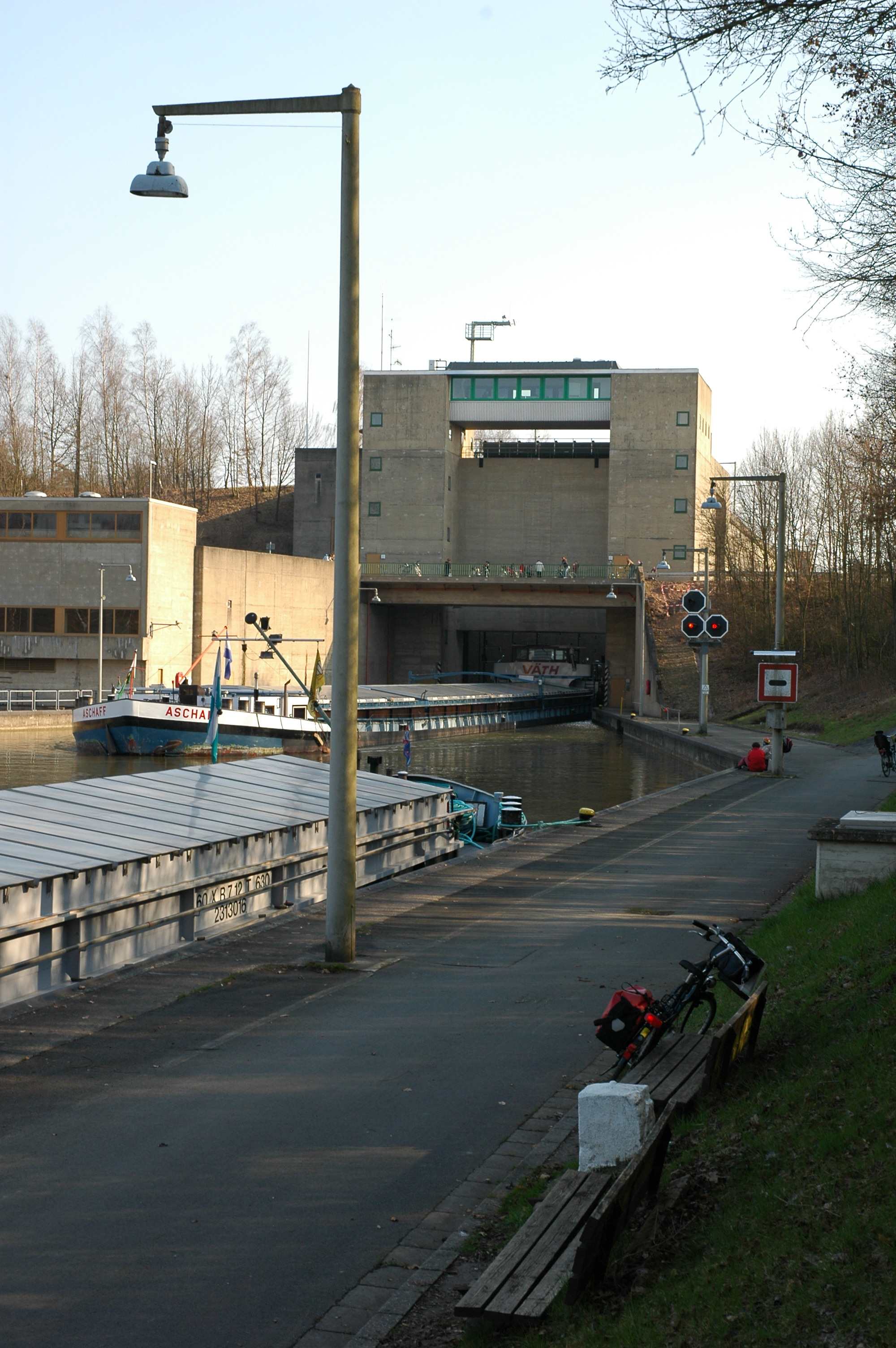
Plavební komora Kriegenbrunn u obce Erlangen
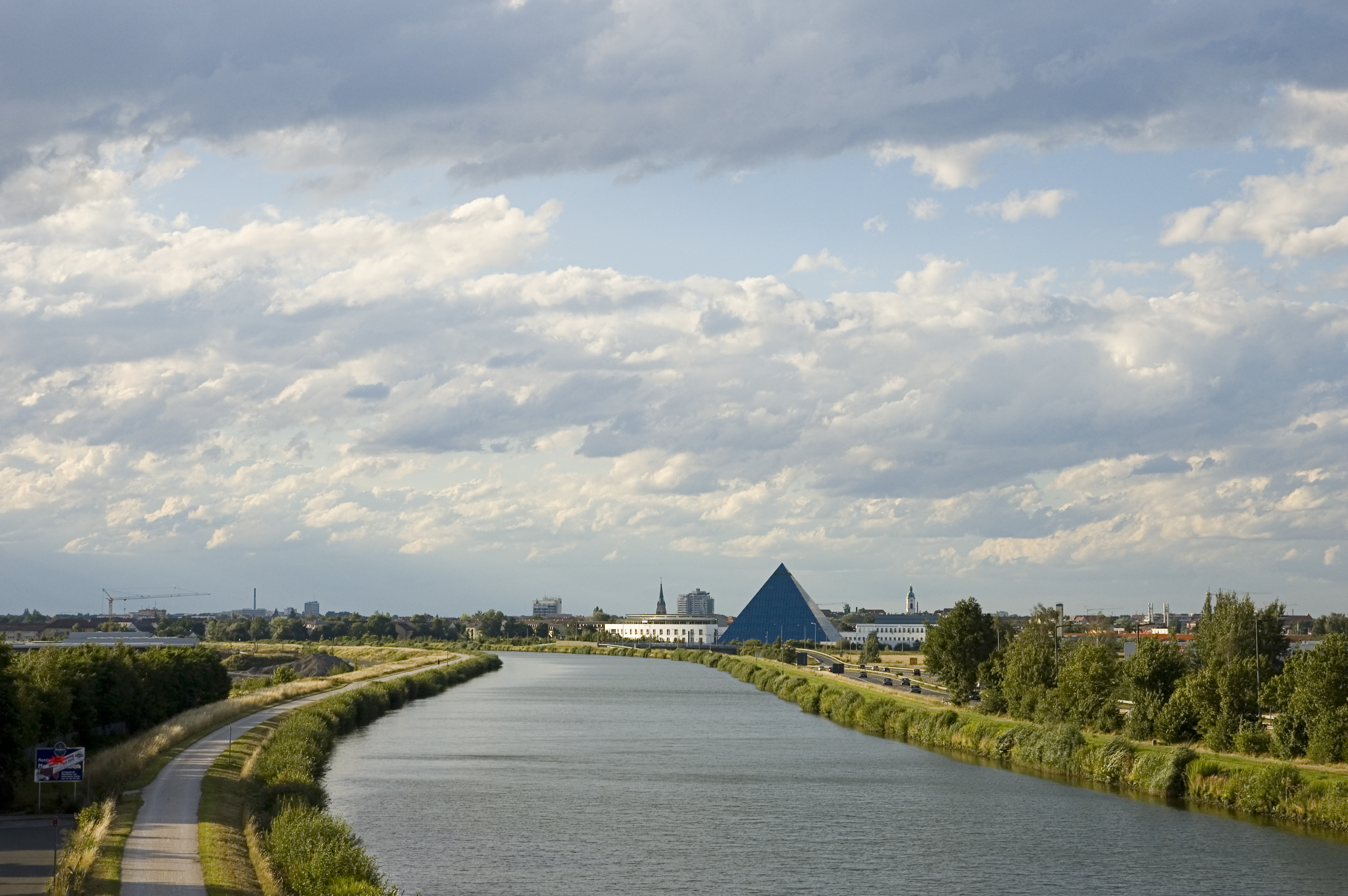
Úsek průplavu RMD u obce Fürth
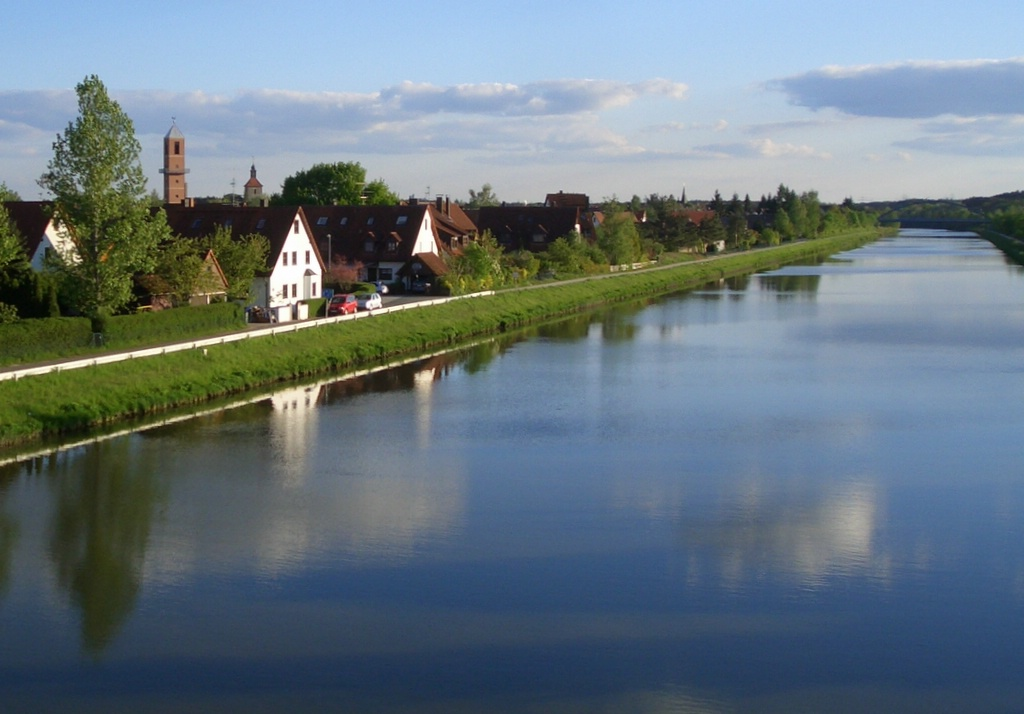
Úsek průplavu RMD u obce Möhrendorf